# Un mistero occitano per il commissario Abruzzese
Un mistero occitano per il commissario Abruzzese è un romanzo giallo storico del 2001 di Massimo Siviero pubblicato dalla casa editrice Claudiana nella collana Centro Culturale Valdese. La prima edizione è uscita nel 2001. Si tratta del terzo romanzo giallo di Siviero con protagonista il commissario Abruzzese della Questura di Napoli.

## Trama
Il giallo storico è ambientato tra Napoli e Guardia Piemontese, ex enclave occitano-valdese. Al centro della vicenda, anche se ambientata ai nostri giorni, la tragedia dei Valdesi di Calabria trucidati nel 1561 per volere dell'Inquisizione. Un feroce delitto tiene la gente nel terrore. Altri strani episodi fanno pensare a un rituale come la scomparsa di un testo antico, strofe e versi angoscianti. Il detective Abruzzese - in cura alle Terme Luigiane per la sua rinite - è costretto a intervenire. Anche perché la raccapricciante serie nera continua a Napoli, ex capitale dell'ex Viceregno, dove d'improvviso riaffiorano, devastanti, i fantasmi del passato. Tutti credono che i delitti non siano collegati, tranne il commissario Abruzzese che sospetta un'unica mano omicida.

## Personaggi principali
- Gabriele Abruzzese della Questura di Napoli
- Polifemo, assistente di Abruzzese
- don Franco Bosco, parroco di Guardia Piemontese
- Luigi Contini, un artista
- Amelia Dell'Orso, sostituto p.m.
- Domenico Lais, docente universitario
- Otto Quaranta, uomo d'affari
- Bortolo Bortolo, metronotte di Guardia
- Salvatore Anania, reporter di cronaca nera
- don Matteo Bruno, parroco del Carmine di Napoli,
- Attilio Ciliberto, procuratore aggiunto di Napoli
- Monsignor Corradini

## Edizioni
- Massimo Siviero, Un mistero occitano per il commissario Abruzzese, Claudiana, 2001, pp. 240, ISBN 88-7016-391-1.